# Chronologie de la politique migratoire de la France depuis 1945
Pour des articles plus généraux, voir Politique migratoire de la France et Chronologie du droit des étrangers en France.
La chronologie de la politique migratoire de la France depuis 1945 présente les principaux textes adoptés dans le cadre de la politique migratoire de la France (lois, ordonnances, décrets, arrêtés, circulaires, schémas et plans) adoptés entre 1945 et ce jour ainsi que les conventions internationales en lien avec l'immigration ratifiées par la France. La création des différentes institutions et des outils majeurs de gestion en lien avec l'immigrtion est également mise en perspective.

## 1945-1974: Trente Glorieuses - Recours massif à la main d'oeuvre étrangère et régularisation a posteriori

### 1945
L'Ordonnance du 2 novembre 1945 ouvre une nouvelle page de l’histoire de l’immigration en entendant mieux contrôler l'entrée et le séjour des étrangers en France. L'Office national de l'immigration (ONI) chargé du « recrutement » et de « l’introduction » de l’immigration est créé à cet effet, sous l’égide du ministère du Travail. Elle définit les conditions d'entrée et de séjour des étrangers en France en les classant en différentes catégories en fonction de leurs titres de séjour et de leur durée de séjour,,.

### 1957
Europe - Le Traité de Rome (1957) crée la Communauté économique européenne, et garantit par son article 39 la liberté de circulation des travailleurs ressortissants des pays membres, une liberté fondamentale faisant partie des droits essentiels liés à la citoyenneté européenne : tout citoyen européen peut voyager, séjourner, étudier ou travailler librement dans un autre pays de l’Union européenne ou de l’Espace économique européen,.

### 1961
L'accord franco-espagnol de 1961 relatif aux travailleurs permanents, saisonniers et frontaliers favorise l'immigration espagnole en France. Aux termes de cet accord ces travailleurs verront, dès leur entrée en terre étrangère, régulariser plus rapidement leur situation (obtention de la carte de travail avec contrat), les autorités compétentes françaises et espagnoles travaillant en plus étroite collaboration que par le passé,.

### 1963
L'accord franco-portugais signé le 31 décembre 1963 vise à favoriser l'accueil de main d'oeuvre portugaise en France. Le nombre de Portugais en France passe alors en une dizaine d'années de 50 000 (en 1962) à près de 750 000 (en 1975),.
L'accord franco-marocain signé le 1er juin 1963, validé par le décret n° 63/779 du 27 juillet 1963, vise à favoriser l'accueil de main d'oeuvre marocaine en France. Les employeurs prennent en charge les frais de transport entre le Maroc et le point de débarquement en France. Les frais de transport et d'accueil entre le point de débarquement et le lieu de travail sont quant à eux pris en charge par l'office français d'immigration, qui deviendra en 2009 l'office français de l'immigration et de l'intégration.

### 1968
L'accord franco-algérien signé le 27 décembre 1968 règlemente les circulations, l'emploi et le séjour des ressortissants algériens en France. Il constitue une exception aux règles de droit commun puisque le Code de l'entrée et du séjour des étrangers et du droit d'asile (Ceseda) ne s’applique pas aux ressortissants algériens. 35 000 travailleurs peuvent chaque année obtenir un titre de séjour de 5 ans, sous réserve d'avoir trouvé dans les 9 mois après leur entrée sur le territoire. Trois avenants ont ensuite été adoptés  en 1985, 1994 et 2001.

### 1972
Les circulaires Marcellin-Fontanet du 23 février 1972 de Raymond Marcellin (ministre de l’intérieur) et du 15 septembre 1972 de Joseph Fontanet (ministre du travail) subordonnent le droit au séjour à la production d’un contrat de travail dûment visé par les services de l’emploi, liant ainsi l’autorisation de séjourner en France à la détention d'un emploi : la perte de l’emploi impliquant la perte de la carte de séjour. Dès qu’elle est connue, la circulaire Fontanet entraîne une très forte mobilisation du monde associatif et syndical. L’usine Pennaroya de Lyon se met en grève dès le 9 février. Le Conseil d'État annule finalement diverses dispositions de la loi,.

## 1974-2006: Mise en place une politique de maîtrise des flux migratoires

### Présidence de Valéry Giscard d'Estaing (1974-1981)

#### 1974
Le gouvernement décide le 5 juillet 1974 de suspendre l’immigration des travailleurs et des familles, sauf pour les ressortissants de la Communauté européenne,.

#### 1975
Plusieurs circulaires (18 juin et 2 juillet 1975) rétablissent implicitement l’immigration familiale. 
La loi du 10 juillet 1975 permet aux étrangers de devenir responsables d’organisations syndicales s’ils ont travaillé en France depuis plus de cinq ans et si les instances syndicales ne comportent pas plus d’un tiers d’étrangers. Les conditions d’accès sont en outre facilitées : seule la maîtrise orale du français est exigée.

#### 1976
Le décret du 29 avril 1976 reconnaît officiellement le droit au regroupement familial. Il a d'abord été suspendu par le gouvernement pour une période de trois ans par un décret du 10 novembre 1977, décret qui a lui-même été annulé en Conseil d'État le 8 décembre 1978.

#### 1977-1978: échec de l'aide au retour
Lionel Stoléru, secrétaire d'État chargé de la condition des travailleurs manuels et immigrés, instaure le 30 mai 1977 une « aide au retour » de 10 000 francs afin d'inciter les immigrés à rentrer définitivement dans leur pays d'origine. Ce dispositif est maintenu jusqu'à la fin du septennat de Valéry Giscard d'Estaing, bien que le Conseil d'État, statuant au contentieux, en ait dénoncé les aspects illégaux. En quatre ans, moins de cent mille personnes, familles comprises, sur une population étrangère de plus de quatre millions de personnes, avaient accepté de restituer leurs titres de séjour pour quitter définitivement le territoire français. En outre, contrairement à ce qu'espérait M. Stoléru, ce ne sont pas les Maghrébins qui ont le plus sollicité cette prime : il y a eu 40 % d'Espagnols, 26,23 % de Portugais et seulement 3,7 % d'Algériens,.

#### 1980
Les conditions de séjour des étrangers en situation régulière sur le territoire sont assouplies  avec la circulaire du 12 juillet 1981 du ministre de l’intérieur : « les étrangers nés en France ou y étant entrés avant l'âge de dix ans ne doivent pas faire l'objet d'une mesure d'expulsion » et les expulsions ne peuvent être décidées qu’ " en cas de nécessité impérieuse d'ordre public ».

### Présidence de François Mitterrand (1981-1988)

#### 1981-1982: régularisation de plus de 130 000 «sans papiers»
Les conditions de séjour des étrangers en situation régulière sur le territoire sont assouplies  avec la circulaire du 12 juillet 1981 du ministre de l’intérieur : « les étrangers nés en France ou y étant entrés avant l'âge de dix ans ne doivent pas faire l'objet d'une mesure d'expulsion » et les expulsions ne peuvent être décidées qu’ " en cas de nécessité impérieuse d'ordre public
La circulaire interministérielle du 11 août 1981 ouvre une période courte mais intense de régularisation des étrangers en situation irrégulière. « Pour pouvoir obtenir la régularisation de leur situation, [ils] devront être arrivés en France avant le 1er janvier 1981 » et occuper « un emploi stable », assorti ou non d’un contrat de travail. Ces conditions sont ensuite élargies (circulaires du 22 octobre et du 30 novembre 1981). L'opération de régularisation exceptionnelle des immigrés « sans papiers » devait théoriquement prendre fin vendredi 15 janvier 1982. A cette date  cent mille travailleurs étrangers en situation irrégulière ont pu être régularisés. L’opération prend formellement fin avec le communiqué du secrétariat d’État chargé des immigrés en date du 1er septembre 1982. Avec 131 360 titres de séjour délivrés, c’est près de 90 % des demandes qui ont été satisfaites.
Avec la loi du 9 octobre 1981 les associations dirigées par des étrangers sont désormais soumises au droit commun et doivent faire l'objet d'une déclaration en préfecture. Les discriminations à l'encontre des étrangers qui avaient été introduites par le décret-loi de 1939 sont ainsi abrogées et la liberté d'association est rétablie,.
La loi du 29 octobre 1981 s'inscrit dans la nouvelle politique migratoire instaurée depuis l'élection de François Mitterrand, avec une rupture avec les logiques économique et sécuritaire des précédents gouvernants. La loi Bonnet est abrogée et différents articles de l’ordonnance de 1945 sont modifiés, dans le sens d'un renforcement des garanties pour l'étranger. Les étrangers mineurs, par exemple, ne peuvent plus être éloignés, et ceux qui ont des attaches familiales ou personnelles en France ne peuvent être expulsés qu'en cas de « nécessité impérieuse pour la sûreté de l'Etat ou pour la sécurité publique ». Elle renforce le contrôle administratif aux frontières et reprend malgré tout des dispositions de la loi Bonnet tout en s’inscrivant dans un projet d’approfondissement de la coopération avec les pays d’origine et de relance du dialogue Nord-Sud,.
La circulaire 25 novembre 1981 du ministère du travail conditionne l'obtention d'une aide au retour des immigrés et de leurs familles dans leur pays d’origine à la signature d'accords négociés avec ces pays.

#### 1983
Dans un discours au conseil des ministres du 31 août 1983, Georgina Dufoix présente diverses mesures pour lutter contre l’immigration illégale et faciliter l’insertion des populations immigrées. Elle précise que la régularisation juillet 1981 étant arrivée à son terme, les contrôles ont été renforcés afin que les clandestins soient systématiquement décelés, et déférés à la justice et des moyens accrus seront consacrés à la lutte contre les employeurs de travailleurs clandestins. Parallèlement une réduction du nombre de travailleurs saisonniers venant de l'étranger est entreprise et à cette fin es accords vont être signés avec l'Algérie, le Maroc et la Tunisie, dont de nombreux ressortissants viennent en France pour des séjours de courte durée. Des mesures sur les moyens d’actions scolaire, culturelle, de formation professionnelle, d’information, sur la résorption de l'habitat insalubre. Des sous-préfets seront nommés dans les principaux départements pour assurer la coordination de ces multiples mesures.

#### 1984
La loi 84-622 du 17 juillet 1984 instaure un titre unique de séjour de dix ans, dissocié du titre de travail, la carte de résident. La délivrance de  ce titre de séjour valant en même temps autorisation de travail et renouvelée automatiquement est censée assurer sécurité et stabilité et devait favoriser l'intégration des détenteurs de ce titre.
Dans un discours au conseil des ministres du 10 octobre 1984, Georgina Dufoix présente diverses mesures pour la formation, la lutte contre le racisme, la surveillance de l’entrée sur le territoire, le regroupement familial et des sanctions en cas de séjours irréguliers.

#### 1985
Europe - Accord de Schengen - conclus entre le Bénélux, la France et l’Allemagne constituent la première réalisation significative de la politique d'immigration européenne. s’amorce un traitement différencié entre citoyens européens et non communautaires. Sont ainsi prévus :
- l’adoption d’un visa unique de moins de trois mois, obligatoire pour les non-communautaires qui veulent pénétrer et circuler en touristes dans l’espace Schengen ;
- des accords de réadmission avec les pays non communautaires pour les clandestins et les déboutés du droit d’asile, le système d’information Schengen obligeant les États européens à leur refuser le droit au séjour et à les expulser.

#### 1986
En mars 1986, la droite obtient la majorité aux élections législatives conduisant à une cohabitation entre François Mitterrand et une majorité de droite à l'Assemblée nationale. Le nouveau gouvernement, dirigé par Jacques Chirac, fait de l'immigration une de ses priorités. La loi n° 86-1025 du 9 septembre 1986, dite « loi Pasqua », vise à lutter d'une manière plus efficace contre l'immigration clandestine et faciliter l'éloignement du territoire des individus qui enfreignent gravement les lois. Cette loi est très impopulaire dans les milieux favorables à l’immigration. Si la carte de résident est désormais délivrée de plein droit dans un plus grand nombe de cas, de nombreuses mesures vont dans un durcissement de l'obtention des titres de séjour. La décision de la reconduite à la frontière des étrangers en situation irrégulière, procédure à distinguer de l'expulsion, relève désormais du préfet du département et à Paris du préfet de police. La loi rétablit légalement e régime de l’expulsion tel qu’il existait antérieurement à la loi du 29 octobre 1981.
La loi prévoit également que, lorsque la personne interpellée à la faveur d'un contrôle d'identité est de nationalité étrangère, elle doit présenter les titres de séjour prévus par l'ordonnance du 2 novembre 1945. Lorsqu'une personne refuse ou se trouve dans l'impossibilité de justifier de son identité, il est désormais possible, après autorisation du Procureur de la République ou du juge d'instruction, de prendre ses empreintes digitales ou des photographies. En cas de refus de s'y soumettre, l'intéressé est possible d'un emprisonnement ou d'une amende.

### Présidence de François Mitterrand (1988-1995)

#### 1988
Dans une perspective d'une éventuelle réforme du code de la nationalité, Marceau Long, vice-président du Conseil d'État et président de la commission de la nationalité remet à Jacques Chirac le 7 janvier 1988 son rapport « Être Français aujourd’hui et demain ». Il est ainsi proposé que les jeunes de 16 à 21 ans, nés en France de parents étrangers et y résidant depuis au moins cinq ans, puisse obtenir la nationalité avec une « déclaration individuelle, personnelle et simplifiée ».

#### 1989
Afin d'atténuer certaines disposition de la loi Pasqua de 1986, Pierre Joxe, ministre de l’intérieur, diffuse quatre circulaires (23 décembre 1988 et 1er janvier 1989, suivies de deux autres en janvier 1989). La première exige un examen individuel de chaque demande de titre de séjour, alors qu'auparavant l'irrégularité était en soi considérée comme un motif d'iirecevabilité pour une demande titre de séjour. De même les conjoints de Français disposeront d'une période exceptionnelle d'un an du 1er février 1989 au 1er février 1990 pour régulariser leur situation.
La loi du 2 août 1989, dite « loi Joxe », abroge partiellement la « loi Pasqua » du 9 septembre 1986 en revenant notamment à l'esprit du texte de 1984 pour l’attribution de plein droit de la carte de résident aux personnes ayant des attaches personnelles ou familiales en France. Une commission du séjour des étrangers est créée dans chaque département. Composée de trois magistrats, elle assure un contrôle préalable sur les décisions préfectorales de refus de renouvellement d’une carte de séjour tem-poraire ou de délivrance d’une carte de résident à un étranger non expulsable ou bénéficiaire de plein droit de cette carte.

#### 1990
Europe - La Convention de Dublin est signée à Dublin, Irlande le 15 juin 1990, et entre en vigueur le 1er septembre 1990 pour les douze premiers signataires (Belgique, Danemark, France, Allemagne, Grèce, France, Italie, Luxembourg, Pays-Bas, Portugal, Espagne et le Royaume-Uni), le 1er octobre 1997 pour Autriche et Suède, et le 1er janvier 1998 pour la Finlande. Elle définit une politique d’asile commune intégrant notamment les notions de pays sûrs, de demande d’asile manifestement infondée, de solidarité entre pays européens dans le contrôle à l’entrée. Ils prévoient en outre des sanctions contre les transporteurs acceptant des clandestins.
La loi n° 90-34 du 10 janvier 1990 modifie l'ordonnance n° 45-2658 du 2 novembre 1945 sur certains points. Par exemple selon le nouvel article 22 bis, un étranger faisant l'objet d'un arrêté préfectoral de reconduite à la frontière peut demander l'annulation de cet arrêté au président du tribunal administratif dans les vingt-quatre heures suivant sa notification. Le président ou son délégué doit statuer dans un délai de quarante-huit heures. Les dispositions de l'article 35 bis peuvent être appliquées dès l'intervention de l'arrêté de reconduite à la frontière, qui ne peut être exécuté avant l'expiration d'un délai de vingt-quatre heures suivant sa notification ou avant que le président du tribunal administratif ou son délégué ait statué.

#### 1991
L'arrêt du Conseil d'État du 19 avril 1991, connu sous le nom d'arrêt Belgacem, est une décision importante en matière de droit des étrangers en France. Dans cette affaire, M. Belgacem, un ressortissant algérien résidant en France, avait fait l'objet d'un arrêté d'expulsion pris par le ministre de l'Intérieur en 1989 qui a été contesté au tribunal administratif. Le Conseil d'État a jugé que l'expulsion de M. Belgacem violait l'article 8 de la Convention européenne des droits de l'homme (CEDH) et portait une atteinte disproportionnée à sa vie familiale et a donc annulé l'arrêté d'expulsion. Cette décision a marqué une étape importante dans l'application du contrôle de proportionnalité en matière de police des étrangers, renforçant ainsi la protection des droits et libertés des administrés.
Le décret no 91-829 du 30 août 1991 modifie l'article 2 du décret n°82-442 du 27 mai 1982 pris pour l'application des articles 5, 5-1 et 5-3 de l'ordonnance n° 45-2658 du 2 novembre 1945 concernant les conditions d’entrée et de séjour en France des étrangers. En fonction de ses déclarations sur les motifs de son voyage (touristique, professionnel ou privé), l'étranger doit désormais présenter un certificat d'hébergement qui doit être revêtu du visa du maire de la commune de résidence du signataire après vérification par le maire de l'exactitude des mentions qui y figurent. Si le maire a un doute sérieux sur la « réalité des conditions d'hébergement », il peut saisir l'Office des migrations internationales d'une demande motivée aux fins de faire procéder à une vérification sur place.
La loi no 91-1383 du 31 décembre 1991 renforçe la lutte contre le travail clandestin et la lutte contre l’organisation de l’entrée et du séjour irréguliers d’étrangers en France. Elle contient des mesures préventives visant à décourager l’emploi non déclaré en précisant les sanctions encourues par l'employeur, le travailleur étranger et l'organisateur de l'entrée clandestine du travailleur étranger. Elle réforme également le régime d’interdiction du territoire français.

#### 1992
La loi n° 92-190 du 26 février 1992 modifie l'ordonnance n° 45-2658 du 2 novembre 1945 relative aux conditions d'entrée et de séjour des étrangers en France. Cette loi est adoptée dans le contexte de la mise en œuvre de la convention de Schengen, signée le 19 juin 1990, qui vise à supprimer les contrôles aux frontières intérieures entre les États signataires et à renforcer la coopération en matière de sécurité et de gestion des frontières extérieures. Le projet de loi avait été présenté au Conseil des ministres le 13 novembre 1991. La responsabilité des transporteurs est désormais engagée. Ils sont en effet tenus de vérifier que les passagers qu'ils transportent disposent des documents nécessaires pour entrer en France. En cas de non-respect, ils peuvent être tenus responsables et obligés de réacheminer les passagers. Le Conseil constitutionnel censure l’article 8 (dit « amendement Marchand ») qui crée dans les ports et aéroports des « zones de transit » où les étrangers non autorisés à pénétrer en France auraient pu être maintenus pendant 30 jours maximum (20 jours + 10 sur décision du juge administratif). Cette annulation inquiète des associations humanitaires.
En réponse à la censure du conseil constituationnel sur les zones de transit dans la loi du 26 février 1992, une nouvelle loi est présentée par le ministre suivant, Paul Quilès. Celle-ci soumet la prolongation du maintien en « zone d’attente » au-delà de quatre jours, et pour une durée de huit jours renouvelable, à l’autorisation du président du tribunal de grande instance. Le délai peut aller jusqu’à vingt jours. Certaines associations considèrent que ces délais sont longs pour une détention administrative, et sans commune mesure avec ceux de la garde à vue ou de la rétention administrative, alors que l’administration ne reproche strictement rien aux intéressés : elle refuse simplement de les admettre sur le territoire. La loi 92-625 est promulguée le 2 juillet 1992.

#### 1993
En 1993, Charles Pasqua entreprend trois réformes importantes, celles du Code de la nationalité, des contrôles d’identité et de la maîtrise de l’immigration. Il justifie son action en affirmant que son objectif est « de tendre vers une immigration zéro ».
La loi no 93-933 du 22 juillet 1993 de réforme du Code de la nationalité, est moins brutale que le projet qui avait été engagé en 1986 par le gouvernement de Jacques Chirac et qui visait à remettre en cause le droit du sol. Elle subordonne l’acquisition de la nationalité, pour les enfants nés en France de parents étrangers, à la manifestation d’une volonté, alors que jusqu’à présent et cela depuis la loi de 1889 confirmée en 1927, ces enfants devenaient automatiquement français à 18 ans, à condition d’apporter la preuve de 5 ans de résidence régulière en France. La loi prévoit que, désormais, les enfants concernés devront, entre 16 et 21 ans, démontrer leur volonté d’adhérer à la communauté nationale par une déclaration. Les parents étrangers ne pourront plus demander la nationalité française pour leurs enfants mineurs. La déclaration volontaire, est exigée à partir du 1er janvier 1994, et s’appliquera à quelque 800 000 enfants déjà nés, selon l’Insee. Désormais, ces enfants seront étrangers jusqu’à l’âge de 16 ans.	
Par ailleurs les jeunes de 18 à 21 ans qui auront été condamnés pour crimes contre la sûreté de l’État, ou même à 6 mois de prison ferme pour divers délits, ne pourront plus obtenir la nationalité française. Un étranger marié à un Français devra attendre deux ans, au lieu de 6 mois, avant de pouvoir demander la nationalité. Les enfants nés en France de parents nés dans les anciennes colonies ne seront plus français, à l’exception des Algériens, si ce n’est à la condition que ceux-ci puissent justifier d’une résidence régulière en France depuis cinq ans. Il y a donc de fait une réduction du droit du sol. 10 millions de Français en 1993, selon l'Ined, soit 1 sur 5, ont en effet un de leurs parents ou grands-parents étranger.
La loi du 10 août 1993 facilite les contrôles d’identité, tant en matière de police judiciaire que de police administrative.
La loi 93-1027 du 24 août 1993 concerne l’entrée et le séjour des étrangers, la lutte contre les fraudes et l’harmonisation européenne des politiques d’immigration. Par son ampleur et sa complexité, sa sévérité aussi, le projet de loi provoque beaucoup de remous au Parlement, y compris au sein de la majorité de droite. Claude Malhuret (UDF) se fait, par exemple, le porte-parole à l’Assemblée nationale des critiques du corps médical à l’encontre d’une disposition visant à supprimer l’aide médicale d'État et la protection sociale aux étrangers en situation irrégulière. Cette disposition est supprimée dans le texte définitif. Le conseil constitutionnel censure certaines dispositions, notamment l’interdiction du territoire d’un an qui assortit toute mesure d’éloignement d’étrangers entrés frauduleusement en France, ou la disposition qui permet aux procureurs de la République de surseoir à un mariage pendant trois mois pour vérifier qu’il ne s’agit pas d’un mariage de complaisance, mais aussi une disposition prévoyant qu’un demandeur d’asile ne peut saisir l’Office français de protection des réfugiés et apatrides (OFPRA), lorsque sa demande a déjà été refusée dans un Etat européen signataire des accords de Schengen.
Charles Pasqua demande une révision de la Constitution, au nom de l’harmonisation européenne des législations concernant le droit d’asile, mais le Président et le gouvernement choisissent de saisir le Conseil d’État, qui tranche pour une révision « technique » de la Constitution laissant le préambule intact.
Les décrets relatifs à la manifestation de la volonté d’acquérir la nationalité française, aux déclarations de naturalisation, de réintégration, de perte, de déchéance et de retrait de la nationalité, pris en application de la loi du 22 juillet 1993, sont publiés le 30 décembre 1993.
La loi n° 93-1417 du 30 décembre 1993 porte sur diverses dispositions relatives à la maîtrise de l'immigration et modifie le code civil. La loi permet au représentant de l'État dans le département, ou au préfet de police à Paris, de prendre une décision d'interdiction du territoire d'une durée maximale d'un an pour les étrangers faisant l'objet d'un arrêté de reconduite à la frontière. Elle introduit des dispositions permettant à la juridiction de placer un prévenu sous le régime de la rétention judiciaire pour une durée maximale de trois mois, en attendant la présentation des documents nécessaires à l'exécution de la mesure d'éloignement. Cette loi introduit par ailleurs  dans le code civil un dispositif de lutte contre les mariages de complaisance, qui sera renforcé ultérieurement par la loi n° 2003-1119 du 26 novembre 2003. l'officier de l'état civil doit désormais entendre les futurs époux , avant la célébration du mariage, afin de déceler les éventuels indices d'un mariage de complaisance , à moins qu'il n'ait aucune raison de douter de la réalité du consentement des intéressés. L'audition de ceux-ci est en principe commune.

#### 1994
Pour mettre en oeuvre les lois de 1993, les décrets n° 94-885 et 94-886 du 14 octobre 1994 créent, au sein de la direction générale de la police nationale, la direction centrale du contrôle de l'immigration et de la lutte contre l'emploi des clandestins (DICCILEC) chargée d'une mission de contrôle de l'immigration sur l'ensemble du territoire et d'une mission d'animation et de coordination des actions des services de police dans la lutte contre l'immigration irrégulière et le travail clandestin. Cette direction sera remplacée en 1999 par la direction centrale de la Police aux frontières (DCPAF), puis en 2023 par la Direction nationale de la Police aux frontières (DNPAF).
Pour compléter les lois n° 93-1027 du 24 août 1993 et n° 93-1417 du 30 décembre 1993, Charles Pasqua présente en Conseil des ministres du 5 octobre 1994 un projet de loi qui vise, dans la perspective de la mise en application de la convention de Schengen, à prévoir des sanctions pénales à l'encontre des passeurs qui aident les immigrants clandestins à franchir non seulement la frontière française mais aussi la frontière extérieure d'un de nos partenaires. Une disposition relative aux zones d'attente vise en outre à permettre de faire partir l'étranger concerné d'un aéroport autre que celui du lieu d'arrivée. Ce projet aboutit à la loi n° 94-1136 du 27 décembre 1994.

### Présidence de Jacques Chirac (1995-2002)

#### Gouvernement Juppé II (1995-1997)
Le projet de loi présenté par Jean-Louis Debré en Conseil des ministres du 6 novembre 1996 contient de nouvelles dispositions sur les conditions de délivrance des certificats d'hébergement (article 1 du projet de loi), sur la confiscation des passeports (article 3)
sur la fouilles des véhicules (article 3), de nouveaux cas d'attribution de plein droit d'une carte de séjour temporaire (article 4), la suppression de la commission du séjour (article 5), la compétence des cours administratives d'appel (article 6), le droit d'asile (article 7), la rétention administrative (article 8), la rétention judiciaire (article 8) les contrôles d'identité et de la régularité du séjour sur les lieux de travail (articles 2 et 10). Les députés amendent largement le texte en le durcissant. Après la censure par le Conseil constitutionnel de deux dispositions (l’absence de renouvellement « de plein droit » de la carte de résident de 10 ans et la consultation du fichier des demandeurs d’asile par la police), la loi est promulguée le 24 avril 1997.
Europe - Traité d’Amsterdam - La coopération Schengen est intégrée au cadre juridique de l’Union européenne par le traité d’Amsterdam en 1997. Toutefois, tous les pays participant à la coopération Schengen ne sont pas membres de l’espace Schengen, soit parce qu’ils ne souhaitent pas la suppression des contrôles aux frontières avec les autres pays de cet espace, soit parce qu’ils ne remplissent pas encore les conditions requises pour l’application de la convention Schengen.

#### Gouvernement Lionel Jospin (1997-2002)
Le président dissout l'Assemblée nationale un an avant l'échéance législative initialement prévue en 1998. Les élections législatives de 1997 amènent une majorité de partis d'opposition de gauche qui forment ensemble une coalition parlementaire dénommée « gauche plurielle ». C'est Lionel Jospin qui devient Premier ministre d'un gouvernement de coalition durant cette troisième cohabitation de cinq ans.
Lionel Jospin, alors Premier secrétaire du Parti socialiste, s'était opposé au projet de loi Debré sur l'immigration. Il l'avait qualifié de « texte utile et dangereux » et d'une « manipulation de l'opinion ». Dans sa déclaration de politique générale, le 19 juin 1997, il annonce un « réexamen d’ensemble » de la législation sur l’immigration et la nationalité, préparé par une mission interministérielle dirigée par Patrick Weil, politologue, qui remet le 31 juillet 1997 un rapport qui contient 120 propositions pour une France plus ouverte et déplore l'« obsession du risque migratoire ». Parmi celles-ci figure notamment un renforcement du droit du sol en supprimant l’obligation pour les enfants étrangers de déclarer leur volonté d’être Français avant d’obtenir la nationalité, comme c'était le cas jusqu'au 1er janvier 1994.
Jean-Pierre Chevènement, ministre de l'Intérieur qui succède à Jean-Louis Debré, présente le 24 juin 1997, lors d'une réunion de l'ensemble des préfets, une circulaire définissant les conditions de régularisation des étrangers sans papiers. Sont concernés les « conjoints de Français, les conjoints d'étrangers en situation régulière, sous certaines conditions, et les conjoints de réfugiés statutaires », les « enfants d'étrangers en situation régulière [entrés en France] hors regroupement familial », les « étrangers malades lorsqu'ils sont atteints d'une pathologie grave », les « étudiants en cours d'études supérieures », et les « personnes n'ayant pas le statut de réfugié politique et qui pourraient néanmoins courir des risques vitaux en cas de retour dans leur pays d'origine ». Selon le ministère de l'Intérieur, le nombre total des étrangers régularisés pourrait être compris entre 87 000 et 100 000 personnes.

#### 1998
Une circulaire du 19 janvier 1998 relative à l'aide à la réinsertion des étrangers invités à quitter le territoire français à la suite du réexamen de leur situation en application de la circulaire du ministère de l'intérieur du 24 juin 1997 : des aides à la réinsertion sont accordées en France et dans le pays de retour (Une aide psychologique, une prise en charge des frais de voyage pour le bénéficiaire, une allocation de 4 500 FF pour chaque membre de la famille repartant âgé d'au moins dix-huit ans ; cette somme est majorée d'un montant de 900 FF par enfant mineur) . L’Office des migrations internationales (OMI) est chargé pour l’essentiel du dispositif.
La loi n° 98-170 du 16 mars 1998, dite « loi Guigou », porte sur la nationalité française. Tout enfant né en France de parents étrangers acquiert désormis la nationalité française à sa majorité s'il réside en France et s'il a eu sa résidence habituelle en France pendant au moins cinq ans depuis l'âge de onze ans. Les mineurs nés en France de parents étrangers peuvent en outre déclarer qu'ils déclinent la nationalité française dans les six mois précédant leur majorité ou dans les douze mois suivant celle-ci.
La loi n° 98-349 du 11 mai 1998 relative à l’entrée et au séjour des étrangers en France et au droit d’asile comporte des dispositions sur les conditions d'entrée et de séjour, sur le droit d'asile, le regroupement familial et des sanctions pour les personnes qui facilitent l'entrée ou le séjour irréguliers des étrangers en France. Une circulaire d'application est publiée le 12 mai 1998.
Le décret n° 98-502 du 23 juin 1998 supprime le certificat d’hébergement, instauré en 1982, et fixe les règles de délivrance de l’attestation d’accueil, document qui le remplace.

### Présidence de Jacques Chirac (2002-2007)

#### 2002
La loi n° 2002-1094 du 29 août 2002 d'orientation et de programmation pour la sécurité intérieure fixe la nouvelle architecture institutionnelle de la sécurité intérieure pour les années 2003 à 2007. En ce qui concerne la lutte contre les réseaux d'immigration clandestine, les groupes d'intervention régionaux (GIR), destinés à lutter contre la délinquance violente, les trafics illicites et l'économie souterraine, en particulier dans les zones sensibles. Elle précise que le terrorisme, le crime organisé et le blanchiment, les filières criminelles et les réseaux de proxénétisme qui exploitent les candidats à l'immigration clandestine sont par nature des phénomènes transnationaux contre lesquels on ne peut lutter efficacement que grâce à la coopération entre les Etats. La France prendra des initiatives pour parvenir à l'adoption de règles communes aux Quinze en matière d'immigration et d'asile et participera activement au développement des autres réalisations de l'Union européenne telles qu'Europol, la composante police de gestion civile des crises, le collège européen de police, la gestion intégrée des frontières extérieures, les accords de coopération transfrontalière créant les centres de coopération policière et douanière et la future police européenne aux frontières. Enfin la présence des forces de sécurité intérieure sera renforcée dans les zones les plus exposées.
Dominique de Villepin, ministre des affaires étrangères, présente au Conseil des ministres du 25 septembre 2002 une communication sur la réforme des procédures d’asile pour améliorer les délais de traitement (deux ans en moyenne) et faire face à l'augmentation des demandes. La demande a en effet triplé en trois ans, soit près de 80 000 demandeurs en 2001, sans compter les mineurs : 48 000 étrangers ont demandé le statut de réfugié à l'Office français de protection des réfugiés et apatrides (OFPRA), 31 000 ont demandé l'asile territorial en préfecture. Cette tendance à la hausse se confirme en 2002. Cette réforme suppose une modification de la loi du 25 juillet 1952 relative à l'asile et de l'ordonnance du 2 novembre 1945 relative aux conditions d'entrée et de séjour des étrangers. Le Gouvernement s'est fixé l'objectif du 1er janvier 2004 pour l'entrée en vigueur complète de la réforme.

#### 2003
La loi du 26 novembre 2003 relative à la maîtrise de l'immigration, au séjour des étrangers en France et à la nationalité réforme l'ordonnance de 1945 relative aux conditions d'entrée et de séjour des étrangers en France en durcissant celles-ci. Le projet de loi est déposé à l'Assemblée Nationale le 30 avril 2003 par Nicolas Sarkozy, ministre de l'intérieur, puis adopté en première lecture à l'Assemblée nationale le 9 juillet 2003, puis avec modifications par le Sénat le 16 octobre 2003. Après décision du Conseil constitutionnel datée du 20 novembre 2003, la loi est promulguée le 26 novembre 2003. La durée de rétention des étrangers est allongée à 32 jours, contre 12 auparavant. Un fichier des empreintes digitales et de la photographie des étrangers qui ne remplissent pas les conditions pour franchir la frontière ou qui sollicitent la délivrance d'un titre de séjour est créé. Des commissions médicales régionales chargées d'étudier le cas des étrangers gravement malades faisant une demande de titre de séjour pour raison humanitaire sont créées. Le contrôle de certains mariages mixtes est renforcé. Les conditions d’obtention des titres de séjour sont durcies.
La loi du 10 décembre 2003 modifie la loi n° 52-893 du 25 juillet 1952 et réforme le droit d'asile. Le projet de loi est déposé à l'Assemblée nationale le 15 avril 2003 par Dominique de Villepin, ministre des affaires étrangères, puis adopté en première lecture à l'Assemblée nationale le  le 5 juin 2003, puis avec modifications par le Sénat le  23 octobre 2003. Après décision du Conseil constitutionnel datée du 4 décembre 2003, la loi est promulguée le 10 décembre 2003. La loi introduit la protection subsidiaire en remplacement de l'asile territorial. Cette protection est accordée aux personnes menacées de peine de mort, de torture, de peines ou traitements inhumains ou dégradants, ou encore aux civils dont la vie est gravement menacée en raison d'une violence généralisée résultant d'un conflit armé interne ou international. Elle précise également les procédures pour les demandeurs d'asile, y compris les auditions et les critères pour la reconnaissance du statut de réfugié.

#### 2004
La loi du 26 juillet 2004 précise les conditions permettant l'expulsion des personnes visées à l'article 26 de l'ordonnance n° 45-2658 du 2 novembre 1945. Le projet de loi est déposé à l'Assemblée nationale le 8 juin 2004 par Pascal Clément et Bernard Accoyer, ministre des affaires étrangères, puis adopté en première lecture à l'Assemblée nationale le 17 juin 2004, puis par le Sénat le 15 juillet 2004. La loi est promulguée le  26 juillet 2004 . Le premier alinéa du I de l'article 26 de l'ordonnance n° 45-2658 du 2 novembre 1945 est modifié comme suit : « Sauf en cas de comportements de nature à porter atteinte aux intérêts fondamentaux de l'Etat, ou liés à des activités à caractère terroriste, ou constituant des actes de provocation explicite et délibérée à la discrimination, à la haine ou à la violence contre une personne déterminée ou un groupe de personnes, ne peut faire l'objet d'une mesure d'expulsion, y compris dans les hypothèses mentionnées au dernier alinéa de l'article 25 ».
Dans le projet de loi de programmation pour la cohésion sociale présenté en conseil des ministres 15 septembre 2004 par le ministre de l’emploi, du travail et de la cohésion sociale figure la création de l'agence nationale de l'accueil des étrangers et des migrants, par fusion entre l'ancien Office des migrations internationales (ONI, lui-même ancien Office national d'Immigration) et le Service social d'accueil des étrangers (SSAE). Le contrat d’accueil et d’intégration (CAI) qui est également généralisé.

#### 2005
Le 1er mars 2005 entre en vigueur le code de l'entrée et du séjour des étrangers et du droit d'asile (Ceseda).

## 2006 à aujourd'hui, développement de la notion d'immigration choisie

### Présidence de Jacques Chirac (2002-2007)
Dominique de Villepin, premier Ministre, souligne, dans sa déclaration de politique générale à l’Assemblée nationale du 8 juin 2005, la nécessité de lutter contre l'immigration irrégulière afin de parvenir à une « immigration choisie »,.

#### 2006
La loi du 24 juillet 2006 relative à l'immigration et à l'intégration vise à « passer d’une immigration subie à une immigration choisie ». Le projet de loi est déposé à l'Assemblée nationale le 29 mars 2006 par Nicolas Sarkozy, ministre de l'intérieur, puis adopté en première lecture à l'Assemblée nationale le 17 mai de la même année, puis avec modifications par le Sénat le 16 juin. Après décision du Conseil constitutionnel datée du 20 juillet 2006, la loi est promulguée le 24 juillet. La loi comporte une série de dispositions concernant les conditions d’emploi pour attirer une main-d’oeuvre plus qualifiée et faciliter les migrations temporaires. La loi crée trois nouveaux titres de séjour de trois ans pour les personnes hautement qualifiés, pour les salariés détachés en France par leur entreprise et pour les travailleurs saisonniers. Par ailleurs, elle précise que la situation du marché de l’emploi n’est plus opposable dans un certain nombre de métiers qui connaissent des pénuries d’emploi. Une « liste des métiers en tension » déclinée régionalement, est publiée annuellement. La loi rend également obligatoire le Contrat d'accueil et d'intégration (CAI) pour toutes les personnes de plus de 16 ans.
La loi n° 2006-1376 du 14 novembre 2006 relative au contrôle de la validité des mariages vise à lutter contre les « mariages de complaisance ». Le contrôle des mariages célébrés en France est renforcé avec notamment la foruniture d'une liste des documents pour chacun des futurs époux à remettre à l’officier d’état civil, les justificatifs de domicile ou de résidence de chacun des futurs époux et l’audition des futurs époux en cas de doute sur un mariage de complaisance. Pour les mariages célébrés à l’étranger, un certificat de capacité à mariage, attestant qu’il a rempli les formalités requises devra être fourni et l'autorité diplomatique ou consulaire du lieu de célébration du mariage peut demander la réalisation de l’audition par l’officier de l’état civil du lieu de domicile en France. Le nouveau dispositif est applicable aux mariages célébrés à compter du 1er mars 2007,.

### Présidence de Nicolas Sarkozy (2007-2012)

#### 2007
La loi du 20 novembre 2007 concerne principalmeent l'immigration familiale. Le projet de loi est déposé à l'Assemblée Nationale le  le 4 juillet 2007 par Brice Hortefeux, ministre de l'intérieur, puis adopté en première lecture à l'Assemblée nationale le 19 septembre 2007, puis avec modifications par le Sénat le  4 octobre 2007. Après décision du Conseil constitutionnel datée du 15 novembre 2007 (il assortit de « réserves précises » sa validation de l’article concernant les tests ADN), la loi est promulguée le 20 novembre 2007. Concernant l'immigration familiale, la loi impose une évaluation du niveau de connaissance de la langue française pour les demandeurs de visa de long séjour dans le cadre du regroupement familial. Si nécessaire, une formation linguistique de deux mois maximum est requise. Un « contrat d’accueil et d’intégration pour la famille » est créé, obligeant notamment les parents à veiller à la bonne intégration de leurs enfants nouvellement arrivés en France.

#### 2008
Europe - 
Octobre 2008 
15-16 octobre 2008. Adoption par le Conseil européen d’un Pacte européen pour l’immigration et l’asile qui prévoit l’harmonisation des politiques d’immigration et d’asile au sein de l’Union européenne.

#### 2009
26 octobre - 2 novembre 2009 
Le 26 octobre, Eric Besson, ministre de l’immigration, de l’identité nationale et du développement solidaire, lance "un grand débat sur l’identité nationale" (Qu’est-ce qu’être Français et l’apport de l’immigration à l’identité nationale) prévu du 2 novembre 2009 jusqu’en février 2010.
25 novembre 2009 
Lors d’une conférence de presse, présentation par le ministre de l’Immigration d’une circulaire adressée aux préfets sur les demandes de régularisation des étrangers en situation irrégulière exerçant une activité professionnelle.

#### 2010
31 mars 2010 - Présentation en Conseil des ministres par le ministre de l’immigration, de l’intégration, de l’identité nationale et du développement solidaire d’un projet de loi relatif à l’immigration, à l’intégration et à la nationalité. Le texte prévoit la transposition de trois directives européennes : sur les conditions d’entrée et de séjour des immigrés pour un emploi hautement qualifié, sur les sanctions à l’encontre des employeurs de main d’œuvre sans papier et sur les conditions de retour des immigrés en situation irrégulière. Il entend faciliter les reconduites à la frontière en faisant intervenir le juge administratif avant le juge des libertés et de la détention. Pour les étrangers expulsés, le projet de loi crée une interdiction de retour sur le territoire français de trois à cinq ans.

#### 2011
15 juin 2011 - Présentation en Conseil des ministres par le ministre de l’immigration d’une communication relative à la maîtrise de l’immigration légale. "La France accueille chaque année près de 200 000 étrangers. Il a été décidé de réduire ce flux à un niveau permettant de faciliter la bonne intégration dans la société des nouveaux arrivants. Il s’agit d’abord de limiter le flux de l’immigration professionnelle" et l’effort doit porter aussi sur l’immigration familiale.
La loi du 16 juin 2011 relative à l'immigration, à l'intégration et à la nationalité rend plus rigoureuses les conditions de maintien sur le territoire et d’obtention de la nationalité française. Le Conseil constitutionnel valide toutes les dispositions de la loi sauf une : celle qui permet de prolonger de douze mois supplémentaires, au-delà des six premiers mois, la rétention des étrangers condamnés à une Interdiction du territoire français (ITF) ou expulsés pour un comportement lié à des activités à caractère terroriste. La loi porte de 32 à 45 jours la durée maximale de rétention de l’étranger, avec intervention du juge administratif avant le juge judiciaire. Cette loi assure également la transposiiton dans le droit français des trois directives européennes suivantes : 
- la directive retour du 16 décembre 2008 relative aux normes et procédures communes applicables dans les États membres au retour des ressortissants de pays tiers en séjour irrégulier ;
- la directive 2009-50-CE du 25 mai 2009 établissant les conditions d’entrée et de séjour des ressortissants de pays tiers aux fins d’emploi hautement qualifié, dite directive « carte bleue » ;
- la directive 2009-52-CE du 18 juin 2009 prévoyant des normes minimales concernant les sanctions et les mesures à l’encontre des employeurs de ressortissants de pays tiers en séjour irrégulier, dite directive « sanctions employeurs ».

### Présidence de François Hollande (2012-2017)

#### 2012
- 28 novembre 2012 - Publication d’une circulaire du ministre de l’Intérieur ("circulaire Valls") qui définit les conditions d’examen des demandes en vue de délivrer un titre de séjour portant soit la mention "vie privée et familiale", soit "salarié", soit "travailleur temporaire".

#### 2013
- Europe - Le règlement Dublin III entre en vigueur le 19 juillet 2013 et est appliqué à partir du 1er janvier 2014. Il succède au règlement Dublin II et institue un principe simple en théorie, mais qui pose de nombreux problèmes en pratique : le critère le plus utilisé est que le pays de l'UE dans lequel a été formulée la demande d'asile est celui qui est chargé de son instruction et de la décision finale.

#### 2014
Europe - 15 mai 2014 - Directive 2014/66/UE du Parlement européen et du Conseil du  établissant les conditions d’entrée et de séjour des ressortissants de pays tiers dans le cadre d’un transfert temporaire intragroupe.
23 juillet 2014 - Présentation en Conseil de ministres de deux projets de loi : 
- - le premier concerne le droit des étrangers : simplifier le droit au séjour des étrangers en France en favorisant leur intégration et assurer une meilleure gestion des migrants en situation irrégulière ;
  - le second veut réformer en profondeur le droit d’asile en renforçant les garanties des personnes ayant besoin d’une protection internationale et réduisant à 9 mois le délai moyen d‘examen des demandes d’asile.

#### 2015
21 janvier 2015 - Proposition de loi supprimant l’obligation de justifier de leur connaissance du français pour les pour les candidats à la naturalisation ressortissants des territoires ou États dont la langue officielle ou l’une des langues officielles est le français, soit lorsque le français est leur langue maternelle, soit lorsqu’ils justifient d’une scolarisation minimale de cinq années dans un établissement enseignant en langue française.
La loi relative à la réforme de l’asile du 29 juillet 2015 institue une nouvelle procédure accélérée, qui remplace l’ancienne procédure prioritaire, mise en œuvre par ou sous le contrôle de l’Office français de protection des réfugiés et apatrides (OFPRA). Elle prévoit aussi  une nouvelle procédure contentieuse, avec la création d’une procédure de recours suspensif accélérée devant un juge unique de la Cour nationale du droit d'asile (CNDA) en cinq semaines, à l’égard des demandeurs d’asile ayant fait l’objet d’une mesure d’éloignement.
23 décembre 2015 - Présentation en Conseil des ministres par le Premier ministre d’un projet de loi constitutionnelle de protection de la nation qui inclut la déchéance de nationalité pour les binationaux nés français reconnus coupables de faits de terrorisme.

#### 2016
- Cours de l'année 2016 : des mesures de contrôles aux frontières sont introduites dans le cadre de l'état d'urgence décrété à la suite des attentats de novembre 2015, de l'organisation d'évènements sportifs de grande ampleur comme le Tour de France et l'Euro 2016, et du nouvel attentat du 14 juillet 2016 à Nice. La loi du 19 décembre 2016 prolonge l’état d’urgence jusqu’au 15 juillet 2017 et le gouvernement français rétablit de nouveau les contrôles aux frontières intérieures jusqu’à la même date[86].

- La loi du 7 mars 2016, portée par Bernard Cazeneuve, relative aux droits des étrangers module les délais de recours et de jugement selon les motifs de la mesure d’éloignement, en transposition de la « directive retour ». Elle vise trois objectifs : mieux accueillir et intégrer, multiplier les titres de séjour plutôt que généralisation des titres pluriannuels et lutter contre l’immigration irrégulière[87].
Cette loi transpose également la Directive 2014/66/UE établissant les conditions d'entrée et de séjour des ressortissants de pays tiers dans le cadre d'un transfert temporaire intra-groupe dans le droit interne. De nouveaux titres de séjour au profit des trois catégories de personnes visées par la Directive ont été créés et des mesures relatives à la mobilité intra-communautaire des salariés transférés ont été mises en place[86].

### Présidence d'Emmanuel Macron (2017-2022)

#### 2017
25-27 juillet 2017 - Le 25, présentation par le Premier ministre d’un "Plan migrants", prévoyant 12 500 places d’hébergement pour les demandeurs d’asile et les réfugiés d’ici 2019, l’évolution de mesures législatives concernant la lutte contre l’immigration irrégulière et l’éloignement. Le 27, annonce par le président de la République de la création, "dès cet été en Libye", de centres d’examen pour les candidats à l’asile ("hotspots").
Décembre 2017 - Publication par le ministère de l’intérieur de deux circulaires sur l’hébergement d’urgence des personnes étrangères.
La circulaire du 4 décembre est relative à l’évolution du parc d’hébergement des demandeurs d’asile et des réfugiés prévoit d’orienter les personnes de nationalité étrangère qui sollicitent un hébergement vers des dispositifs au regard de leur statut administratif.
Celle du 12 décembre organise l’examen des situations administratives par des équipes mobiles composées d’un ou plusieurs agents de l’Office français de l'immigration et de l'intégration (Ofii) et d’agents de la préfecture compétents en droit des étrangers.

#### 2018
6 juillet 2018 - Le Conseil constitutionnel consacre pour la première fois un principe à valeur constitutionnelle de fraternité, créant ainsi une protection des actes de solidarité. Il est désormais acquis que chacun a "la liberté d’aider autrui, dans un but humanitaire, sans condition de la régularité de son séjour sur le territoire national".
La loi du 10 septembre 2018 pour une immigration maîtrisée, un droit d'asile effectif et une intégration réussie entre en vigueur en mars 2019. Pour atteindre l’objectif de réduire le délai moyen de traitement des demandes d’asile de 11 à 6 mois, certaines procédures administratives sont raccourcies. Les étrangers ont désormais 90 jours au lieu de 120 pour soumettre leur demande d’asile. Un schéma national d’accueil précise maintenant la répartition régionale des demandeurs d’asile. La loi prévoit en outre une augmentation de la durée maximale de la rétention qui passe de 45 à 90 jours et la retenue administrative pour vérification du droit de séjour, de 16 à 24 heures, une protection renforcée pour les jeunes filles risquant l'excision et des dispositions protectrices pour les victimes de violences conjugales et une extension du passeport talent aux salariés d’entreprises innovantes.

#### 2019
Un décret est pris le 27 février 2019 pour l'application de la loi du 18 septembre 2018 (mise en application des cartes de séjour pluriannuelles pour les protégés subsidiaires, admission exceptionnelle au séjour pour les personnes accueillies dans les organismes d'accueil communautaire et d'activités solidaires - OACAS, dispositions relatives au contrat d'intégration républicaine, carte passeport-talent...).
En octobre 2019, le deuxième plan d’action national contre la traite des êtres humains, qui couvre la période 2019-2021, est adopté , près de trois ans après la fin du premier plan, ce qui est, selon de nombreux acteurs et en particulier le GRETA, un signe de désintérêt des pouvoirs publics dans la lutte contre la traite. Le plan s’articule autour de six axes

#### 2021
Une nouvelle version du code de l'entrée et du séjour des étrangers et du droit d'asile (Ceseda), remaniée et renumérotée, entre en vigueur le 1er mai 2021.
La loi confortant le respect des principes de la République du 24 août 2021, dite « loi contre le séparatisme », qui entend apporter des réponses au repli communautaire et au développement de l'islamisme radical, contient des dispositions sur l'immigration. Elle prévoit, entre autres, qu'aucun titre de séjour ne peut être délivré à un étranger vivant en France « en état de polygamie ».

#### 2022
La loi n° 2022‐140 du 7 février 2022 relative à la protection de l'enfance vise à compléter et améliorer la stratégie nationale de prévention et de protection de l'enfance pour 2020‐2022. Le cadre juridique pour l'identification, l'enregistrement, la prise en charge, l'accueil et la protection des mineurs non accompagnés (MNA) ont été complétés et renforcés, en tenant compte de leurs vulnérabilités,.
L’Office de lutte contre le trafic illicite de migrants (OLTIM) est créé par décret du 27 décembre 2022 en lieu et place de l’Office central de répression de l’immigration et de l’emploi d’étrangers sans titre (OCRIEST). L'OLTIM est désigné chef de file national de lutte contre le trafic de migrants.

### Présidence d'Emmanuel Macron (2022-2027)

#### 2023
Trois points clés pour l'année 2023 :
- La France fait de la lutte contre toute forme d’exploitation des êtres humains une priorité de politiques publiques avec le plan national de lutte contre le travail illégal et le 3e plan national de lutte contre l’exploitation et la traite des êtres humains (2024-2027).
- L’intégration des primo-arrivants en situation régulière est aussi une priorité de politique publique avec des mesures dans le cadre de l’accompagnement linguistique et l’accès au marché du travail et au logement.
- Le plan stratégique national 2023-2027 vise à renforcer l’action de la France auprès des publics vulnérables et à déployer une stratégie nationale relative à l’évaluation et la prise en charge des mineurs non accompagnés[98].

Le 1er février 2023, un projet de loi pour contrôler l'immigration, améliorer l'intégration en Conseil des ministres. Le texte adopté par le Parlement le 19 décembre 2023 prévoit des quotas migratoires, le durcissement du regroupement familial, un délai de carence pour l'ouverture des prestations sociales non contributives aux étrangers, mais ces mesures sont rejetées par le Conseil constitutionnel dans une décision du 25 janvier 2024.

#### 2024
La loi du 26 janvier 2024 pour contrôler l'immigration, améliorer l'intégration dite « loi Darmanin », dont le projet avait été adopté en février 2023, apporte des modifications substantielles aux dispositions relatives à la migration légale qu'à celles relatives à l'éloignement d’étrangers en situation irrégulière ou celles du droit d'asile.
Cette loi crée l'article L435-4 du CESEDA qui autorise les travailleurs en situation irrégulière qui ont exercé un métier en tension pendant 12 mois, consécutifs ou non, au cours des 24 derniers mois et qui justifient d’une période de résidence de trois ans en France à déposer par eux-mêmes une demande de régularisation, sans avoir à demander à leur employeur de le faire en leur nom. La liste des métiers en tension est présente dans l'arrêté du 1er mars 2024, qui a actualisé l'arrêté du 1er avril 2021, et doit être actualisée chaque année. Les sanctions applicables aux employeurs qui embauchent des travailleurs en situation irrégulière sont durcies.
Un nouveau titre de séjour de quatre ans « talents – professions médicales et de la pharmacie » est créé.
Un niveau minimum de connaissance de la langue est désormais exigé pour un premier titre pluriannuel (niveau A2 du cadre européen commun de référence pour les langues) et il est désormais plus élevé pour la résidence permanente (B1) et pour la naturalisation (B2).
Cette loi vise également à accélérer les procédures d’asile en regroupant les services compétents au niveau territorial et en ramenant de 12 à trois les procédures standard de recours. Un fichier des mineurs non accompagnés soupçonnés d’avoir commis une infraction pénale a été mis en place. Les procédures d’expulsion peuvent désormais s’appliquer aux étrangers entrés sur le territoire avant l’âge de 13 ans. En avril 2024, un décret est  adopté pour permettre le recoupement du fichier des empreintes digitales avec huit autres fichiers français et européens.

#### 2025
Bruno Retailleau diffuse le 23 janvier 2025 à l’ensemble des préfets une circulaire qui abroge la circulaire Valls en vigueur depuis 2012 et durcit les conditions de régularisation des étrangers en situation irrégulière tout en privilégiant les régularisations des travailleurs dans les métiers en tension. La circulaire Valls permettait en particulier à un étranger en situation irrégulière de demander une « admission exceptionnelle au séjour » (AES) pour motif familial, économique ou étudiant. Elle listait notamment un ensemble de cas qui pouvaient conduire à une régularisation (enfants scolarisés en France, mineurs devenus majeurs, titulaires de contrat à durée indéterminée...). Elle présentait ainsi des avantages (elle a permis notamment de régulariser environ  30 000 personnes chaque année, sur une population de sans-papiers estimée, de façon approximative, entre 400 000 et 700 000 personnes) mais aussi des inconvénients (elle était inégalement appliquée par les préfets). Cette nouvelle circulaire précise que la voie d'admission exceptionnelle au séjour (AES) n'est pas la voie normale d'immigration et d'accès au séjour et doit demeurer une voie exceptionnelle. Pour les régularisations justifiées par le travail, la circulaire demande que les conditions fixées par la loi sur l'immigration de janvier 2024 soient respectées, à savoir trois ans de présence en France et douze mois d’ancienneté dans l’exercice d’un métier fixé par décret, et pour les autres une durée de présence de 7 ans est exigée pour apprécier l'intégration du ressortissant étranger demandant un titre de séjour. La régularisation est également conditionnée à :
- la signature du contrat d'engagement à respecter les principes de la République (liberté personnelle, liberté d'expression, égalité entre les femmes et les hommes, laïcité...) ;
- la maîtrise de la langue française « appréciée favorablement » par un diplôme français ou une certification linguistique délivrée par un organisme agréé. Jusqu'alors, « la maîtrise orale au moins élémentaire de la langue française » était suffisante.

Les préfets doivent en outre assortir systématiquement le refus de séjour d’une mesure portant obligation de quitter le territoire français (OQTF). En outre une OQTF non exécutée peut justifier un refus de délivrance d’une carte de séjour temporaire,,.